# Brachytrachelopan mesai
Il brachitrachelopan (Brachytrachelopan mesai) è un dinosauro erbivoro appartenente ai sauropodi. Visse nel Giurassico superiore (Titoniano, circa 150 milioni di anni fa) e i suoi resti sono stati ritrovati in Argentina. Possedeva un collo insolitamente corto per un sauropode. 

## Descrizione
Questo dinosauro è conosciuto esclusivamente per uno scheletro incompleto ma articolato, comprendente otto vertebre cervicali, dodici vertebre dorsali, tre vertebre sacrali, parte delle costole cervicali e tutte le costole dorsali, la parte finale del femore sinistro, parte della tibia sinistra e l'ilio destro. Gran parte dell'esemplare, probabilmente, è andato perduto a causa dell'erosione molti anni prima della scoperta.
Il collo di questo dinosauro sauropode era insolitamente corto (in confronto a quello degli altri sauropodi), e la sua lunghezza era circa il 60% rispetto a quello degli altri sauropodi simili (i dicreosauridi). Questa caratteristica è una prova che questa linea evolutiva si specializzò per riempire una nicchia ecologica non sfruttata da altri membri dei sauropodi. Di statura piccola per un sauropode, Brachytrachelopan non doveva superare i 10 metri di lunghezza.
L'alto grado di fusione, nelle vertebre cervicali, tra gli archi neurali conservati e i loro centri vertebrali indica che l'esemplare era un animale adulto (Rauhut et al., 2005). Ciò sarebbe confermato anche dal grado di fusione delle altre vertebre, e indicherebbe che la piccola taglia dell'esemplare non era un residuo di ontogenia (ovvero la conservazione di caratteri giovanili). 

## Classificazione
L'unico scheletro ritrovato fu rinvenuto fra sedimenti fluviali di arenaria presso la formazione di Cañadón Cálcero approssimativamente a 25 km nord-nordest da Cerro Cóndor, nella provincia di Chubut.

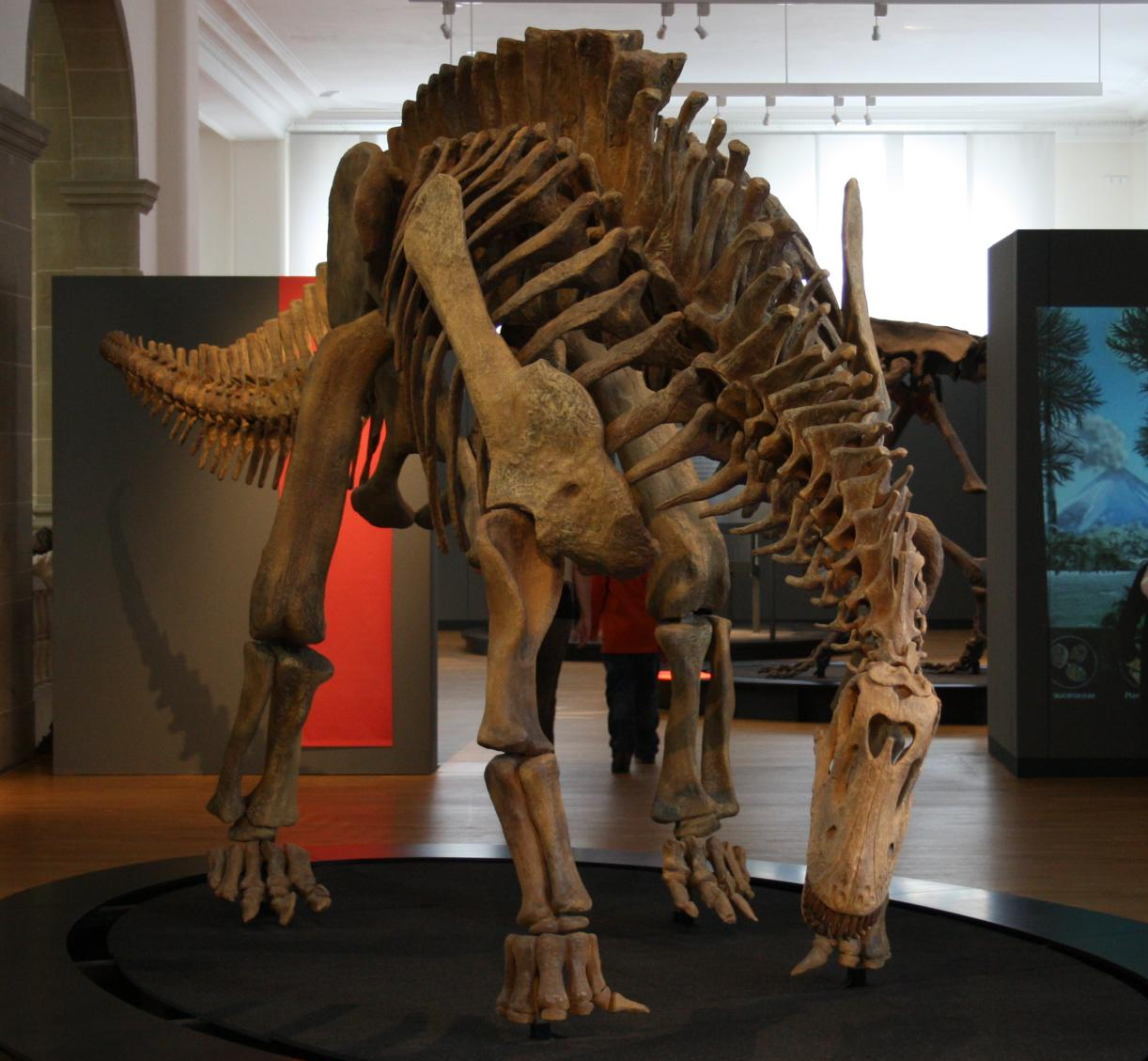
Scheletro di Brachytrachelopan

Un'analisi filogenetica (Rauhut et al., 2005) in cui sono stati inclusi 27 taxa di sauropodi e 154 caratteri anatomici ha permesso di classificare Brachytrachelopan tra i dicreosauridi, una famiglia di sauropodi diplodocoidi tipica del Giurassico superiore e del Cretaceo inferiore dei continenti meridionali, comprendente sauropodi dal collo insolitamente corto. Secondo Rauhut e colleghi, all'interno della famiglia Brachytrachelopan sarebbe più strettamente imparentato con Dicraeosaurus del Giurassico superiore africano che con Amargasaurus del Cretaceo inferiore sudamericano; ciò suggerirebbe una rapida radiazione evolutiva e una veloce diffusione dei dicreosauridi subito dopo la separazione dei continenti dell'emisfero boreale da quello australe durante l'ultima fase del Giurassico medio.

## Paleobiologia
Rauhut e colleghi (2005) hanno notato come la tendenza verso l'accorciamento del collo visto nei dicreosauridi (molto evidente in Brachytrachelopan) sia controcorrente rispetto all'allungamento del collo nella maggior parte delle linee evolutive di sauropodi (brachiosauridi, titanosauri, diplodocidi, ecc..) e indica che questo gruppo di sauropodi si stava progressivamente adattando a una dieta basata su piante basse, e che potrebbe essersi specializzato in specifiche risorse di cibo (come ipotizzato anche per Dicraeosaurus e Amargasaurus). Inoltre, la morfologia degli archi neurali cervicali di Brachytrachelopan avrebbe notevolmente ristretto la flessone del collo, e indica che probabilmente questo sauropode era specializzato in una dieta di piante di altezza compresa tra 1 e 2 metri. Nello stesso studio viene avanzata l'ipotesi che questo tipo di dieta potrebbe essere stato un fattore limitante nella crescita corporea dei dicreosauridi, e che questo avrebbe potuto condurli nella stessa nicchia ecologica dei grandi ornitopodi iguanodonti.
È interessante notare come questi iguanodonti siano assenti dai sedimenti gondwaniani del Giurassico superiore che hanno prodotto i fossili di dicreosauridi, mentre sono abbondanti in ecosistemi simili della stessa epoca in Nordamerica (dove sono invece assenti i dicreosauri). Questo potrebbe indicare che i grandi iguanodonti e i dicreosauri (in particolare Brachytrachelopan) fossero analoghi ecologici, un risultato di un'evoluzione parallela in due linee evolutive dinosauriane molto distanti fra loro.

## Significato del nome
Il nome specifico completo di questo dinosauro è Brachytrachelopan mesai. L'epiteto specifico è in onore di Daniel Mesa, un pastore locale che scoprì l'esemplare mentre cercava una pecora perduta. Il nome generico deriva dal greco e significa "Pan dal collo corto"; Pan, nella mitologia greca, è il dio dei pastori.